# Konifizierung
Konifizierung (bzw. konifiziert; vgl. Konus) ist die Formung eines Bauteiles, dessen Wandstärke an den Enden oder in der Mitte des Bauteils dicker ist, als in seinem Mittelpunkt oder an seinen Enden. In der Fahrradtechnik spricht man vor allem bei Speichen, Lenkstangen (hier speziell bei Mountainbikes) und Rahmenrohren von Konifizierung.

## Andere Bezeichnungen

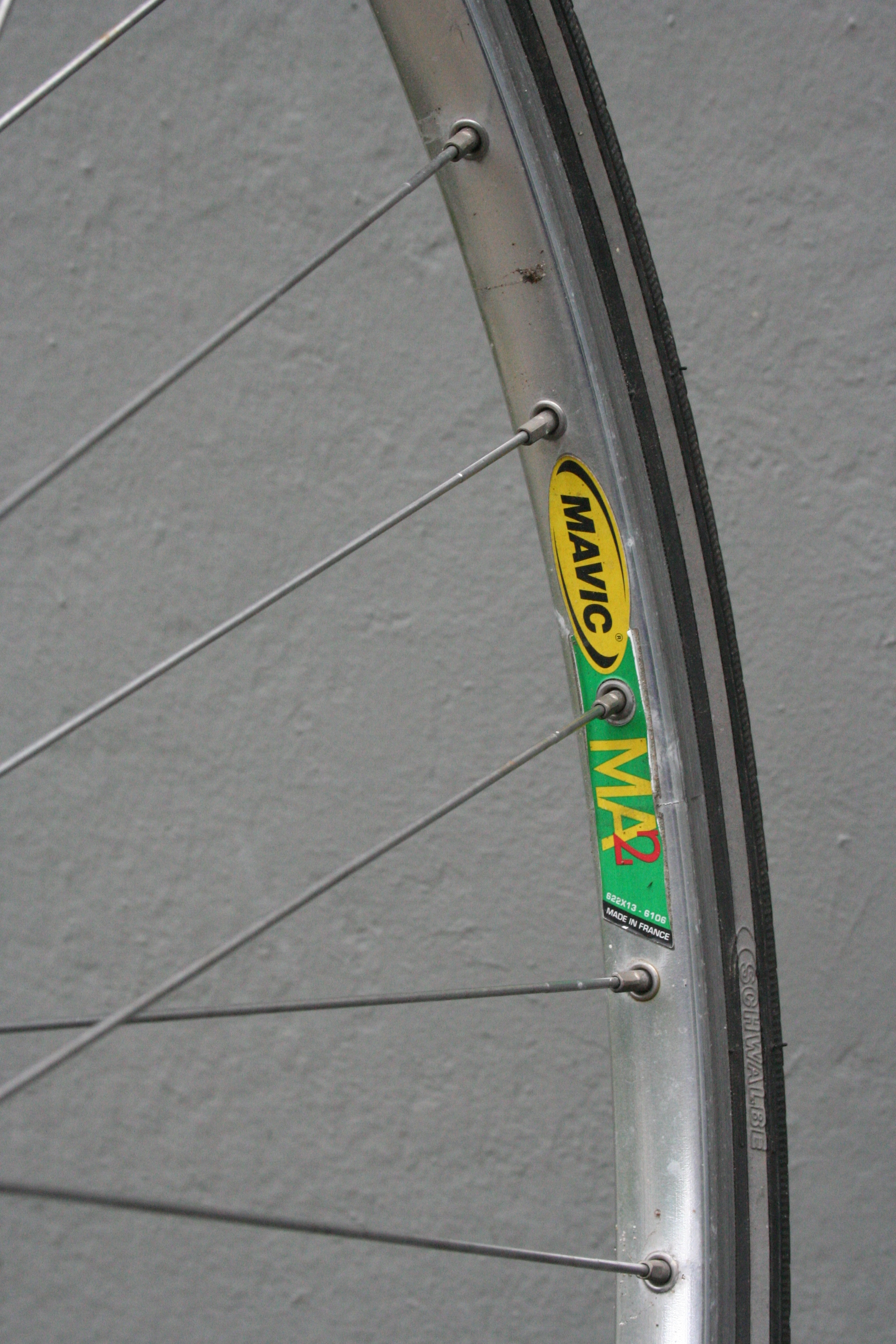
Mavic MA2 mit konifizierten Speichen: der Durchmesser zur Nabe hin verkleinert sich

Konifzierung ist auch unter der Bezeichnung "Dickend" oder "Doppeldickend" bekannt. Im englischen Sprachraum spricht man bei Speichen auch von swaged, zu Deutsch "gequetscht".

## Technik
Konifizierte Rahmenrohre werden bei gleichbleibendem Außendurchmesser so geformt, dass die Wandstärke an den Rohrenden höher ist. Dadurch sollen die Rohre an den Enden, an denen die Kräfte eingeleitet werden und an denen durch das Verlöten oder Verschweißen erhöhte Eigenspannungen auftreten, haltbarer gemacht werden. In der Rohrmitte kann die Wandstärke dünner sein, weil dort weniger Belastungen auftreten, so wird Gewicht gespart.
Wenn von Doppeldickend oder "Doppelt Konifiziert" gesprochen wird, bedeutet das, dass bei Rahmenrohren die Wandstärken an beiden Enden dicker sind als in der Mitte des Rohrs. Der Begriff Dickend bezieht sich darauf, dass die konifizierten Speichen bzw. Rahmenrohre dicke Enden haben. Allerdings ist die Herstellung genau andersherum: bei Speichen wird die dünnere Mitte durch Quetschen des Materials erzeugt.

## Rahmenbau
Im Rahmenbau waren konifizierte Rohre bei hochwertigen Stahlrahmen üblich. Sowohl Columbus, wie auch Reynolds bieten konifizierte Rohre an. Einer der ersten Radhersteller, der die Technik auf Alurohre übertrug, war Alan.